# Thiếu Luận
Thiếu Luận (Hán Tự:少論, Hangul: 소론, Romaja quốc ngữ: Soron). là một đáng phái trong một giai đoạn lịch sử của nhà Triều Tiên. Ngoài Thiếu Luận phái, ba đảng phái lớn mạnh khác trong triều đình đương thời là Nam Nhân, Bắc Nhân và Lão Luận. Cũng như Lão Luận, Thiếu Luận phái cũng bắt nguồn từ Tây Nhân Đảng song hai phái này luôn đối lập với nhau trong các vấn đề triều chính, tuy vậy vẫn phải thỏa hiệp và cùng tồn tại.